# Indira Gandhi
Indira Priyadarshini Gandhi ([ɪndɪɾa ˈɡaːndʱi] lyssna (fil), född Nehru den 19 november 1917 i Allahabad i dåvarande Förenade provinserna Agra och Oudh, död (mördad) 31 oktober 1984 i New Delhi, var en indisk politiker som företrädde Kongresspartiet. Hon var Indiens första kvinnliga premiärminister 1966–1977 och 1980–1984, och en av förgrundsgestalterna i Alliansfria staternas samarbetsorganisation. Hon var allierad med Sovjetunionen, hade en socialistisk grundsyn och var en tidvis mycket kontroversiell politiker i Indien. Hon har kritiserats för att det under hennes styre bland annat infördes censur i landet, samt skedde förföljelse av oliktänkande, där vissa också frihetsberövades.

## Privatliv

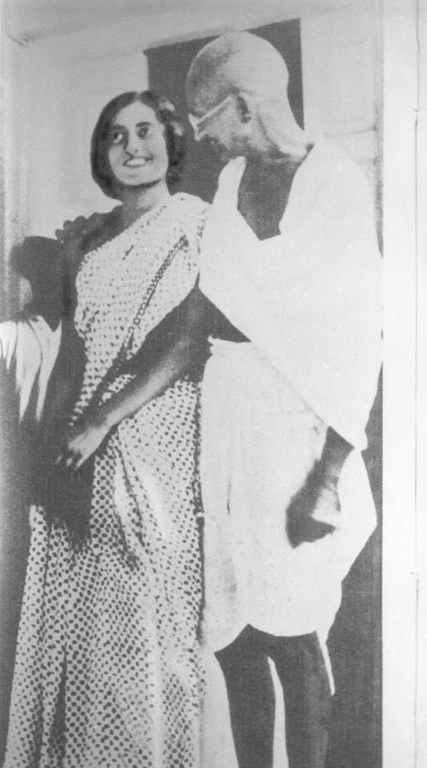
Indira Gandhi och Mahatma Gandhi i slutet av 1930-talet.

Gandhi var dotter till Jawaharlal Nehru, indisk självständighetskämpe som var Indiens förste premiärminister 1947–1964. Hennes farfar var Motilal Nehru. Indira Gandhi var gift med Feroze Gandhi (egentligen Khan, död 1960) samt mor till Rajiv Gandhi och Sanjay Gandhi. Sanjay Gandhi, tilltänkt politisk arvtagare, omkom i en flygolycka 1980. Rajiv Gandhis änka Sonia Gandhi är 2004 Kongresspartiets ledare. 
Indira Gandhi föddes i kasten kashmiri pandit, och skulle vid giftermålet med Feroze Gandhi, vars far var muslim och moder persisk muslim, ha fallit i socialt hänseende till att bli lågkastig. Enligt legenden ska dock Mahatma Gandhi i politiskt syfte ha adopterat Feroze Gandhi, och på så sätt åtminstone i vissas ögon ha gjort Indira Gandhis blivande make till en bania av gotran gandhi, vilket gjorde Indira Gandhi högkastig, om än inte längre brahmin.
Gandhi gick i förskola på Modern school i Delhi och gick sedan i skola på flera olika lärosäten i Indien och Europa, däribland Ecole Internationale i Genève, Ecole Nouvelle i Bex och St Cecilia's and St Mary's convent schools. Examen tog hon vid Pupils' Own School i Poona och Mumbai. Hon studerade sedan en kortare tid vid Vishwa Bharati-universitetet i Shantiniketan innan hon 1936 skrev in sig på Somerville College på Oxfords universitet. Hennes studier försvårades av hennes dåliga hälsa som gjorde att hon gjorde återkommande resor till Schweiz för återhämtning. Hon behandlades av läkaren Auguste Rollier 1940 men kriget gjorde att hon inte kunde ta sig tillbaka till Storbritannien förrän i början av 1941. Därifrån återvände hon till Indien utan att avsluta studierna vid Oxford. I Storbritannien träffade hon återkommande sin make Feroze Gandhi som då studerade London School of Economics. De båda kände varandra från Allahabad.

## Politisk karriär
Indira Gandhis politiska karriär tog fart när hon valdes till ordförande för kongresspartiet 1955. Hon hade stort inflytande på sin far Jawaharlal Nehru som var Indiens ledare. Det var hon som påverkade beslutet att ge Dalai Lama politisk asyl 1959, ett beslut som försvårade relationerna med Kina. Konflikten ledde till att kinesiska trupper gick över gränsen 1962 varpå Indira Gandhi begav sig till gränsområdet för att lugna ner situationen.
I maj 1964 valdes Gandhi till Minister for Information and Broadcasting i Lal Bahadur Shastris regering. Shastris död 1966 öppnade för möjligheten för Indira Gandhi att överta premiärministerposten. Gulzarilal Nanda var under tiden tillförordnad premiärminister. 18 januari 1966 valdes hon som första kvinna till första ordförande i Kongresspartiet. Dagen därpå valdes hon som efterträdare till Shastri och 24 januari till premiärminister. 

### Indiens premiärminister

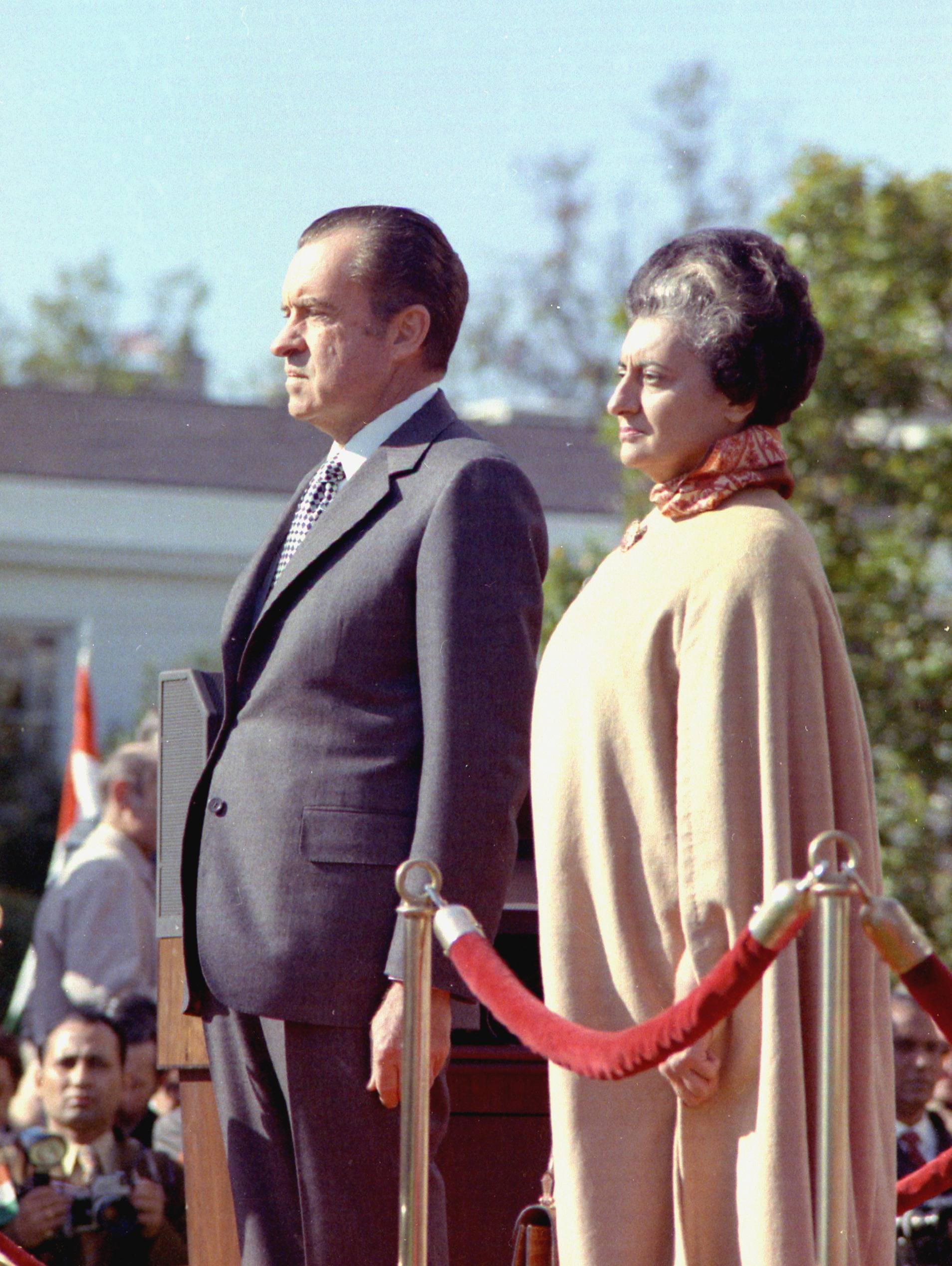
Richard Nixon och Indira Gandhi 1971

Under sina första år hanterade Gandhi flera interna konflikter inom Indien och externa med främst Pakistan. Den hungersnöd som följde efter den dåliga skörden 1966 ledde till omstruktureringar, bland annat slopades regler för livsmedelshandeln över delstatsgränserna, men även hjälpinsatser från USA sattes in. Gandhi verkade för att driva igenom Den gröna revolutionen.
Konflikten med Pakistan eskalerade 1971 då krig utbröt. Kriget slutade med indisk seger efter Pakistans kapitulation i Östpakistan, vilket banade vägen för bildandet av den nya staten Bangladesh. Segern mot Pakistan ledde till en stor popularitet och i valet i mars 1972 till parlamentet Lok Sabha fick Kongresspartiet över 70 procent av platserna. 
Gandhi dömdes till avsättning 1975 på grund av valfusk, men förklarade undantagstillstånd med hjälp av presidenten Fakhruddin Ali Ahmed och gjorde därmed Indien till en stat där Gandhi styrde med dekret. År 1977 avgick hon frivilligt efter att ha förlorat i det val som hölls detta år. År 1980 tillträdde hon återigen som premiärminister, efter att hennes parti vunnit 351 av de 525 valbara mandaten i underhuset Lok Sabha.
Fem månader efter massakern i Gyllene templet 31 maj 1984, då 450 sikher dödades, sköts Gandhi till döds av sina sikhiska livvakter. Dagarna efter hennes död uppskattas mer än 2 700 sikher ha dödats i hinduiska upplopp som hämnd för mordet.